# Mosquer rogenc
El mosquer rogenc (Pyrrhomyias cinnamomeus) és un ocell de la família dels tirànids (Tyrannidae) i única espècie del gènere Pyrrhomyias.

## Hàbitat i distribució
Boscos de muntanya del nord-est de Colòmbia, a Sierra Nevada de Santa Marta, i nord de Veneçuela. Muntanyes des de Colòmbia, cap al sud, a través dels Andes de l'oest i est de l'Equador i est del Perú fins al centre i el sud-est de Bolívia i nord-oest de l'Argentina.